# O sărutare furată
O sărutare furată (titlul original: în germană Einmal ist keinmal) este un film est-german de comedie muzicală, realizat în 1955 de regizorul Konrad Wolf, protagoniști fiind actorii Horst Drinda, Brigitte Krause, Paul Schulz-Wernburg și Annemone Haase.

## Distribuție
- Horst Drinda – Peter Weselin
- Brigitte Krause – Anna Hunzele
- Paul Schulz-Wernburg – Edeltanne
- Annemone Haase – Elvira
- Christoph Engel: Erwin
- Friedrich Gnaß – Hunzele
- Georg Niemann – Düdelit-Düdelat
- Lotte Loebinger – Muhme
- Hilmar Thate – Buhlemann
- Fritz Decho – Fibrament
- Horst Gentzen – Gack
- Edgar Engelmann – Gwirz
- Erich Brauer – Kranz
- Johanna Bucher – dna. Kranz
- Johannes Siegert – dr. Scherb
- Inge Huber – Marie Alvert
- Johannes Arpe – medicul
- Gertrud Paulun – menajera
- Norbert Christian – Pinco
- Gustav Müller – Wadenwärmer
- Liska Merbach – Luise
- Paul Pfingst – șoferul
- Jutta Beetz – roșcata
- Maika Joseph – 1. Beerenfrau
- Lotte Meyer – 2. Beerenfrau
- Rolf Bartholsen – poștașul
- Jutta Zoff – solista la acordeon